# Philip Thicknesse

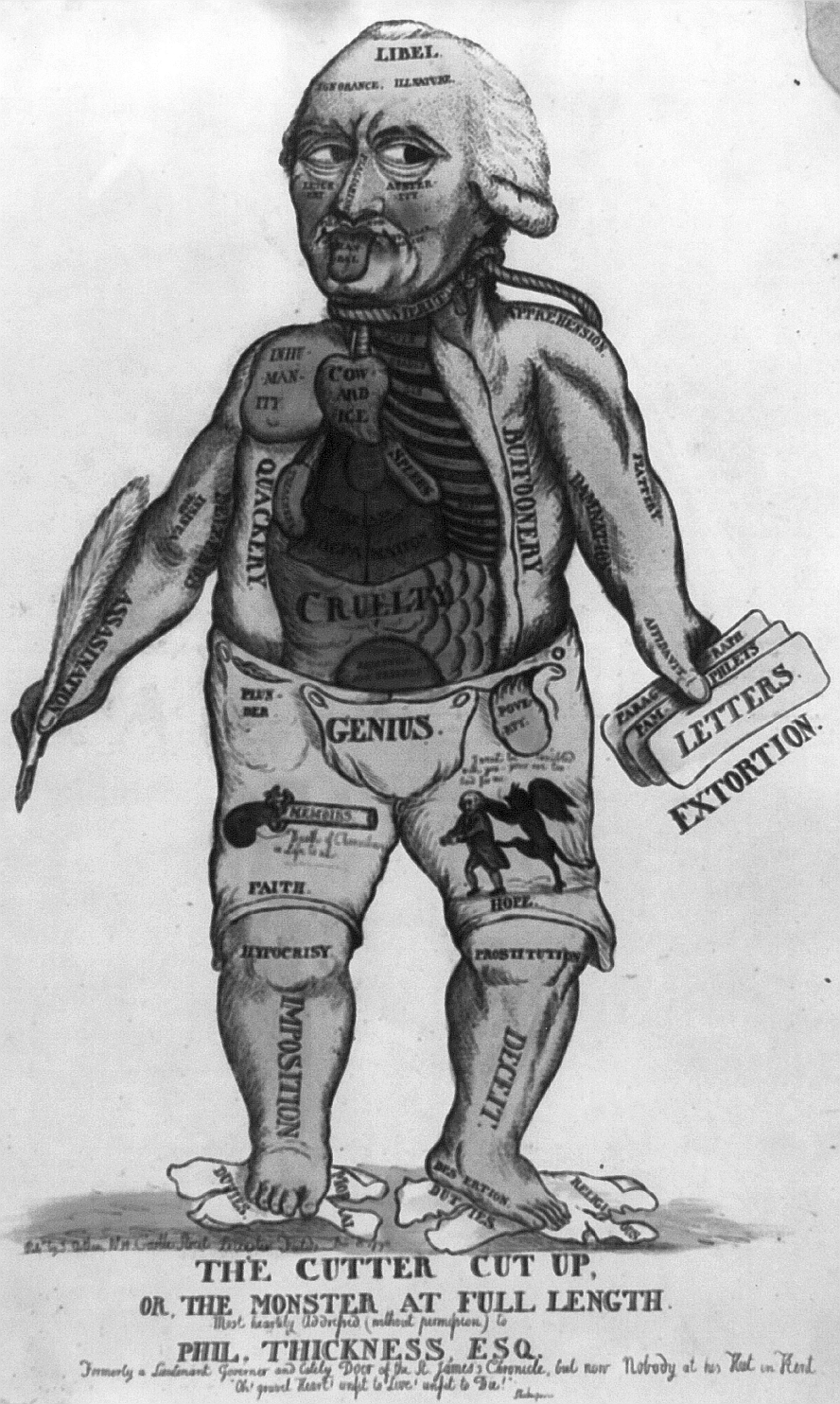
Karikatur, die Philip Thicknesse darstellt

Philip Thicknesse (* 1719 in Staffordshire; † 23. November 1792) war ein britischer Reiseschriftsteller, Offizier und Exzentriker sowie früher Förderer des englischen Malers Thomas Gainsborough. Berüchtigt ist er vor allem wegen seiner juristischen Streitigkeiten. Zeitgenossen berichteten über Philip Thicknesse, dass er in bemerkenswerter Weise die Fähigkeit besitze, die Zahl seiner Freunde zu verringern und die seiner Feinde zu vergrößern.

## Leben
Philip Thicknesse wurde in Staffordshire geboren. Er war der siebte Sohn eines anglikanischen Pfarrers und kam mit Hilfe eines Stipendiums nach Westminster. Da der Vater starb, als Philip Thicknesse sechs Jahre alt war, befand sich die Familie in erheblichen finanziellen Schwierigkeiten und seine Mutter war außerstande, den Lehrern die kleinen Geschenke zukommen zu lassen, die als ein unverzichtbares Zeichen elterlicher Anteilnahme galten. Er wurde schließlich von der Schule verwiesen, worauf er eine Lehre bei einem Londoner Apotheker begann. Als in Georgia eine Kolonie gegründet werden sollte, deren Siedler aus rechtschaffenen Briten bestehen sollte, die unverschuldet Hab und Gut verloren hatten oder in finanziellen Nöten waren, bewarb sich Philip Thicknesse erfolgreich für eine Aufnahme unter die Siedler. Der 16-jährige Philip Thicknesse fand jedoch in der Kolonie wenig Anschluss, da er in kompromittierenden Briefen nach England wiederholt für die Betroffenen wenig schmeichelhafte Ereignisse schilderte, die auch in die Presse gelangten. Er schloss sich zunehmend den Muskogee-Indianern an, deren Leben er als moralischer als das seiner Landsleute empfand. Kurz vor der Vermählung mit einer Muskogee kehrte er jedoch nach Großbritannien zurück. Unmittelbar nach seiner Rückkehr nach England im Jahre 1737 bewarb er sich um ein Offizierspatent der British Army in dem neuen Regiment, das zur Verteidigung der Kolonie in Georgia aufgestellt wurde. Statt aber als Lieutenant nach Georgia geschickt zu werden, erhielt er einen Posten als Captain auf Jamaika. Auf Jamaika erregte er Anstoß, weil er entschieden die Ansicht vertrat, dass die Sklaven Jamaikas die gleichen Rechte besäßen wie die weißen Plantagenbesitzer. 1740 wurde er als Captain-Lieutenant zu den Royal Marines.
Nach England zurückgekehrt vermählte er sich vorteilhaft mit Lady Elizabeth Tuchet, Tochter von James Tuchet, 6. Earl of Castlehaven und Erbin eines beträchtlichen Vermögens. Mit ihr hatte er einen Sohn, George Thicknesse (1758–1818), der 1777 den Titel 19. Baron Audley erbte. Nachdem Lady Elizabeth 1762 im Kindbett gestorben war, heiratete er Anne Ford (1737–1825), eine Sängerin. Von 1753 bis 1766 war er Gouverneur der Küstenfestung Landguart Fort an der Mündung des River Orwell bei Felixstowe in Suffolk. Er fand jedoch nie die gesellschaftliche Anerkennung, die er sich wünschte, da er die Menschen seiner Umgebung mit erbitterten Fehden, Verleumdungsklagen und Scheinduellen überzog. Die Anlässe waren dabei häufig banal: Bei einem Streit ging es darum, welcher Jahrgang eines Champagners der bessere sei. Zu seinen Prozessgegnern zählten Mitoffiziere, Ärzte und Geistliche, unter anderem Thomas Coventry, 1. Earl of Coventry, der Lordkanzler und der Erzbischof von Canterbury. Schließlich legte er sich sogar mit dem House of Lords an, das er in zahlreichen, in der Presse veröffentlichten Briefen kritisierte. Besorgt, dass seine Streitigkeiten zu einer Verhaftung führen könnten, floh er 1775 mit seiner Ehefrau und zwei Töchtern auf den europäischen Kontinent. Mit einem Einspänner bereiste die Familie, begleitet von einem Papagei und einem Affen, der stets eine Livree trug, den europäischen Kontinent. 1776 kehrte die Familie nach England zurück und Philip Thicknesse zog sich in eine kleine, baufällige Eremitage in den Hügeln oberhalb von Bath zurück, während seine Frau den komfortableren Aufenthalt in einer Stadtwohnung in Bath vorzog. Die 1777 veröffentlichten Reiseerinnerungen wurden ein Verkaufserfolg, bis 1782 zweimal neu aufgelegt und ins Französische und Deutsche übersetzt. 1782 und 1783 unternahm er eine zweite Reise nach Belgien, die er in einem weiteren erfolgreichen Buch beschrieb. 1788 veröffentlichte er sein dreibändiges Werk Memoirs and Anecdotes, das er angeblich plante, um einige verleumderische Beschuldigungen zweier seiner Todfeinde zu widerlegen. Einer von ihnen, ein Arzt, hatte ihm vorgeworfen, während seiner Zeit auf Jamaika feige gehandelt zu haben. Ein zweiter, ein Captain, hatte Thicknesse zum Duell gefordert. Philipp Thicknesse zog es jedoch vor, ihm im Rahmen seiner Erinnerungen zu antworten. Im November 1792 starb er während einer Reise nach Paris. In seinem Testament hatte er unter anderem bestimmt, dass nach seinem Tod seine rechte Hand abgeschnitten und seinem Sohn George übergeben werden solle, um ihn an seine Pflichten zu erinnern, die er seinem Vater geschuldet, aber so lange vernachlässigt habe.

## Werke
- Useful Hints to those who Make the Tour of France. 1768.
- A Treatise on the Art of Decyphering. 1772.
- A Year's Journey through France and Part of Spain. 2 Bände, 1777.
- The New Prose Bath Guide. 1778.
- A Year's Journey Through The Pais Bas. 1786.
- Memoirs and Anecdotes. 1788.